# Plateumaris tenuicornis
Plateumaris tenuicornis là một loài bọ cánh cứng trong họ Chrysomelidae. Loài này được Balthasar miêu tả khoa học năm 1934.